# Francesco Scerbo
Francesco Scerbo (Marcellinara, 7 ottobre 1849 – Roma, 13 ottobre 1927) è stato un presbitero, glottologo, ebraista, biblista, orientalista e docente universitario italiano presso l'allora Regio Istituto Studi Superiori (oggi Università Statale di Firenze); fu allievo di Angelo de Gubernatis all'epoca uno dei maggiori orientalisti italiani, Antelmo Severini, primo docente universitario italiano di sinologia e, per la lingua ebraica, di David Castelli, che sostituì alla di lui morte.
Durante l'infanzia usualmente trascorreva molto tempo in campagna nel comune di Marcellinara in localita' Murro.

## Bibliografia

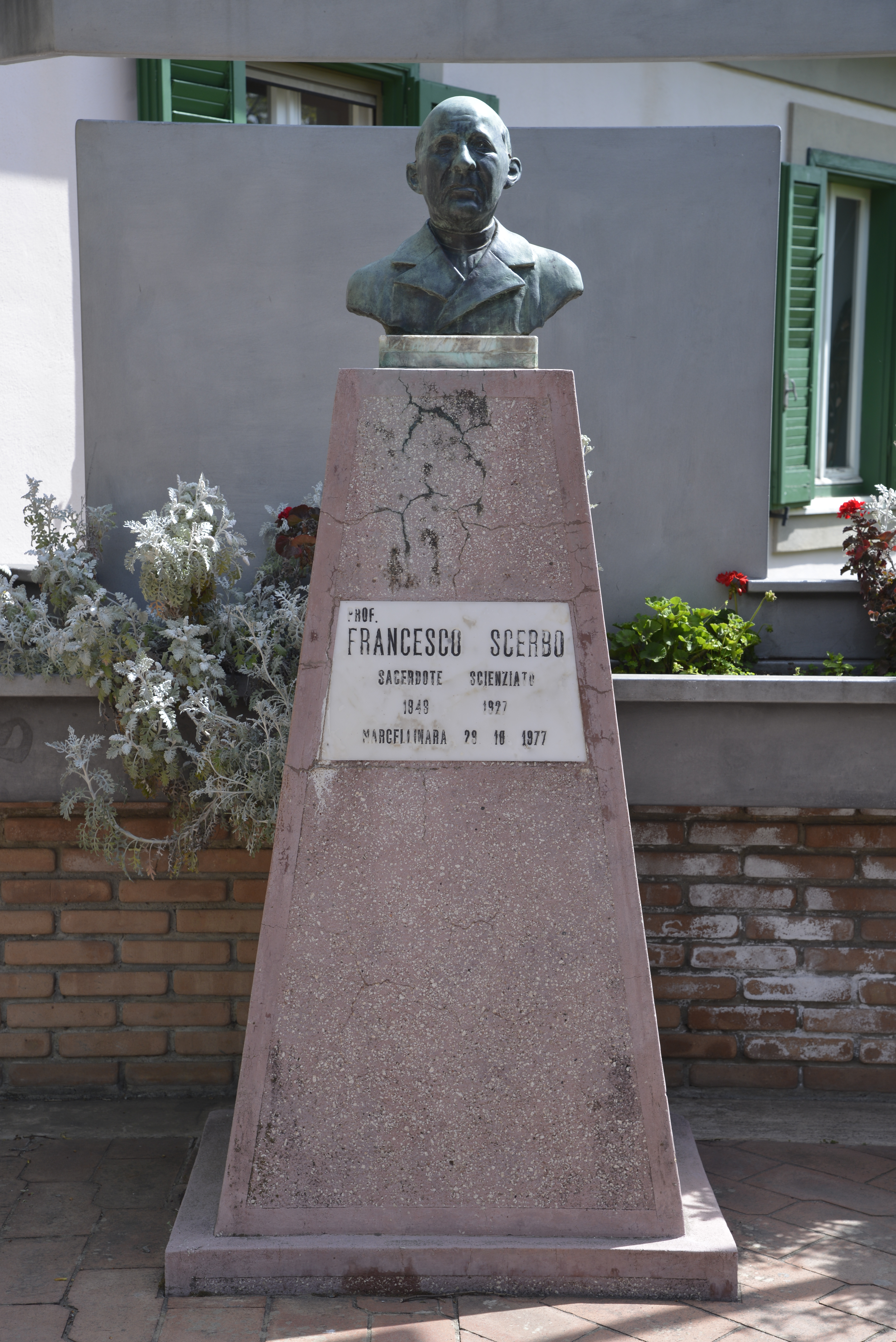
Il monumento a Francesco Scerbo a Marcellinara.

## Opere
- Grammatica ebraica
- Dizionario ebraico e caldaico
- Sul dialetto calabro